# Stráž (Křimov)
Stráž (německy Tschoschl) je samota a část obce Křimov v okrese Chomutov. Nachází se asi 1,5 kilometru severně od Křimova.

## Název
Původní název vesnice Čáslav vznikl odvozením ze stejného osobního jména ve významu Čáslavův dvůr. V historických pramenech se jméno vesnice vyskytuje ve tvarech: zum Czsasslaw (1359), zu dem Czaslab (1368), Czeslov (1571), Sschoslau (1587), Tssossel (1606), Cžossel (1787), Tschoschel (1846), Stráž a Tschoschel (1848) a Stráž nebo Tschoschl (1854 a 1923). Podle Zdeny Binterové však ke Stráži patří už zmínka o vsi Strasch z roku 1228, která bývá tradičně spojována se Strážkami. Vesnice by se tak už tehdy jmenovala Stráž, ale zároveň se pro ni používal název Čáslav, ze kterého se vyvinula německá varianta jména.

## Historie
První písemná zmínka o Stráži pochází z roku 1228. Roku 1281 byla pod jménem Tschoschel uvedena mezi vesnicemi, které Chotěbor z Račic daroval řádu německých rytířů z chomutovské komendy. Od té doby vesnice patřila k chomutovskému panství, jehož majitelé ji spravovali prostřednictvím rychtářů zmiňovaných zejména v šestnáctém a na počátku sedmnáctého století. Dochovalo se o ní jen málo zpráv, ale podle zmínek z let 1563 a 1571 ve vsi bývala krčma, která musela odebírat pivo z Chomutova.

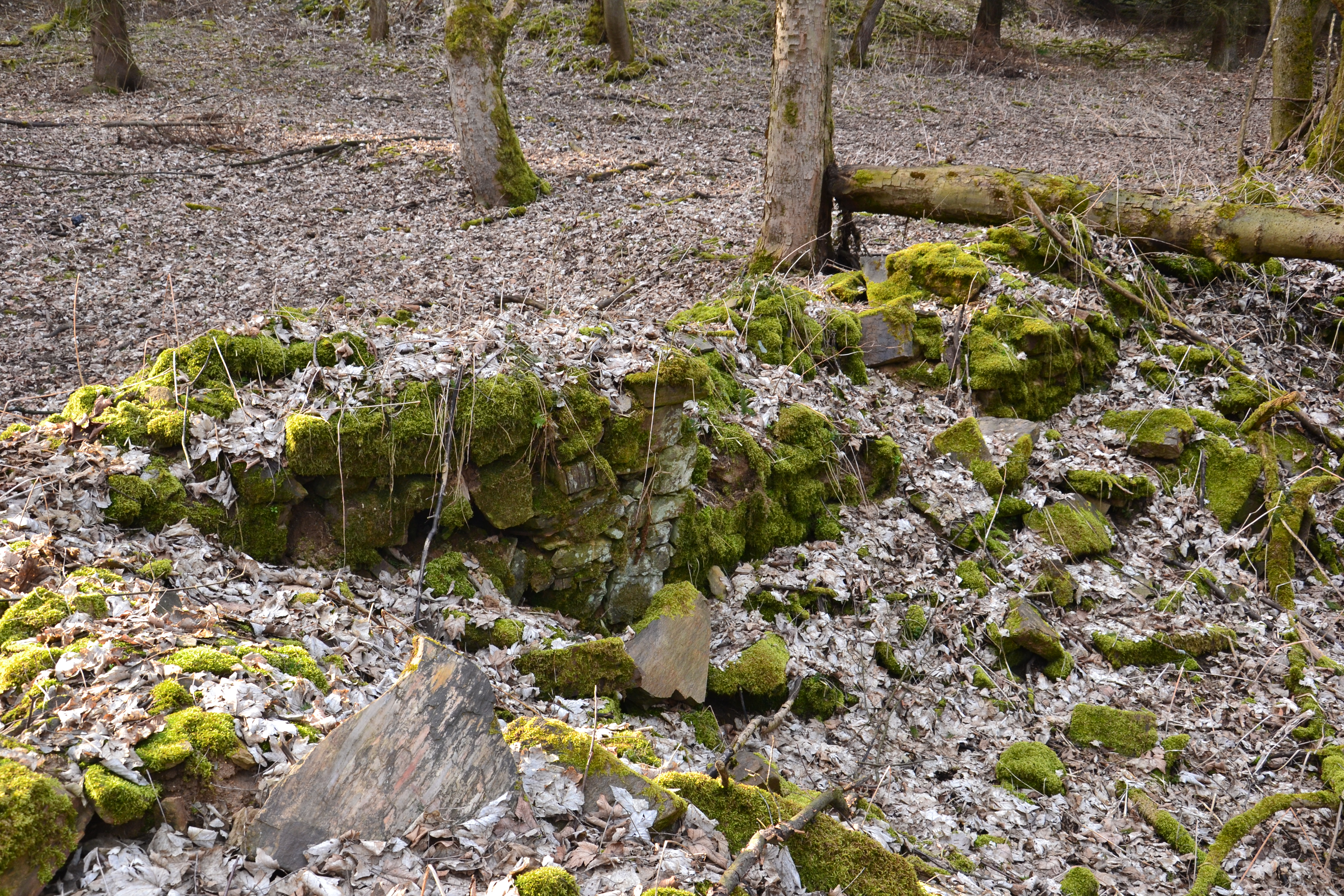
Fragmenty zdiva domů

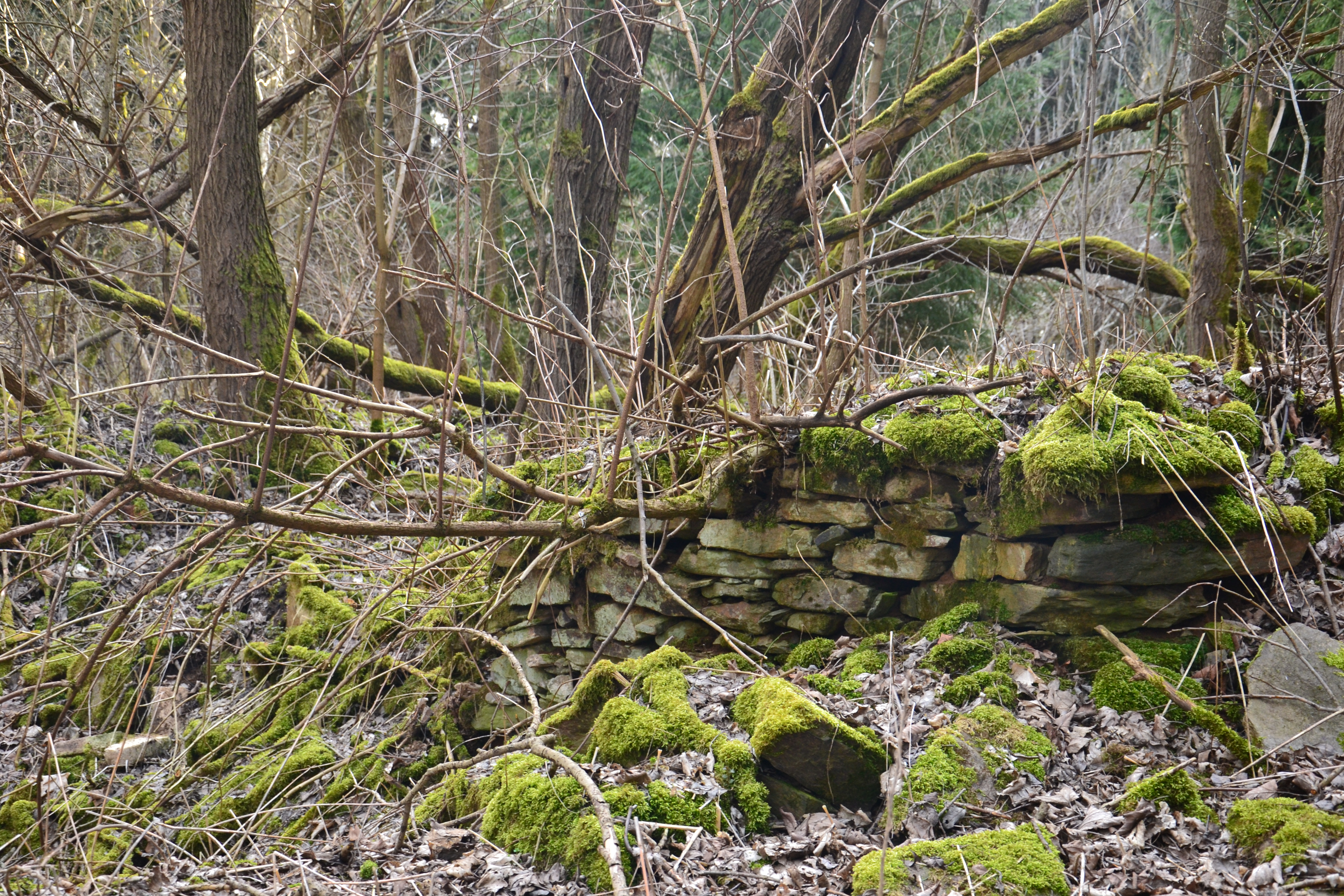
Fragmenty zdiva domů

Roku 1594 bylo chomutovské panství zkonfiskováno Jiřímu Popelovi z Lobkovic. V dalších letech je spravovala královská komora, ale když se roku 1605 Chomutov vykoupil z poddanství, přikoupil řadu vesnic, mezi kterými byla i Stráž. Město ji spravovalo prostřednictvím svého statku v Krásné Lípě. V té době ve vesnici oceněné na 1 118 kop a dvacet grošů žilo 22 rodin. Díky odlehlé poloze se Stráž vyhnula alespoň části vojenských nájezdů během třicetileté války, takže po jejím skončení byla podle berní ruly z roku 1654 v dobrém stavu. Žilo v ní šestnáct sedláků, kteří měli dohromady 43 potahů a chovali 61 krav, 46 jalovic, osm prasat a třicet koz. Kromě chovu dobytka lidé pracovali v lese nebo jako vozkové a jeden sedlák provozoval hospodu.
V devatenáctém století chodily strážské děti do školy v Křimově, ale 1. ledna 1875 byla i ve Stráži otevřena jednotřídní škola, v jejíž přední zahradě stával pomník císaře Josefa II. Ačkoliv vesnice stávala ve velké nadmořské výšce, na okolních polích se pěstovaly brambory, tuřín, oves, vikev, jetel a malé množství žita. Větší význam měl chov dobytka, ale důležité byly také domácí práce jako domácí výroba krajek a korálkových výšivek. Ke vsi patřil mlýn s pilou u malého rybníka na Křimovském potoce. Pila sloužila k výrobě šindelů. Dopravní spojení zajišťovaly silnice, které vedly přes Menhartice do Hory Svatého Šebestiána a kolem mlýna do Křimova a ke křimovskému nádraží na železniční trati Chomutov–Vejprty.

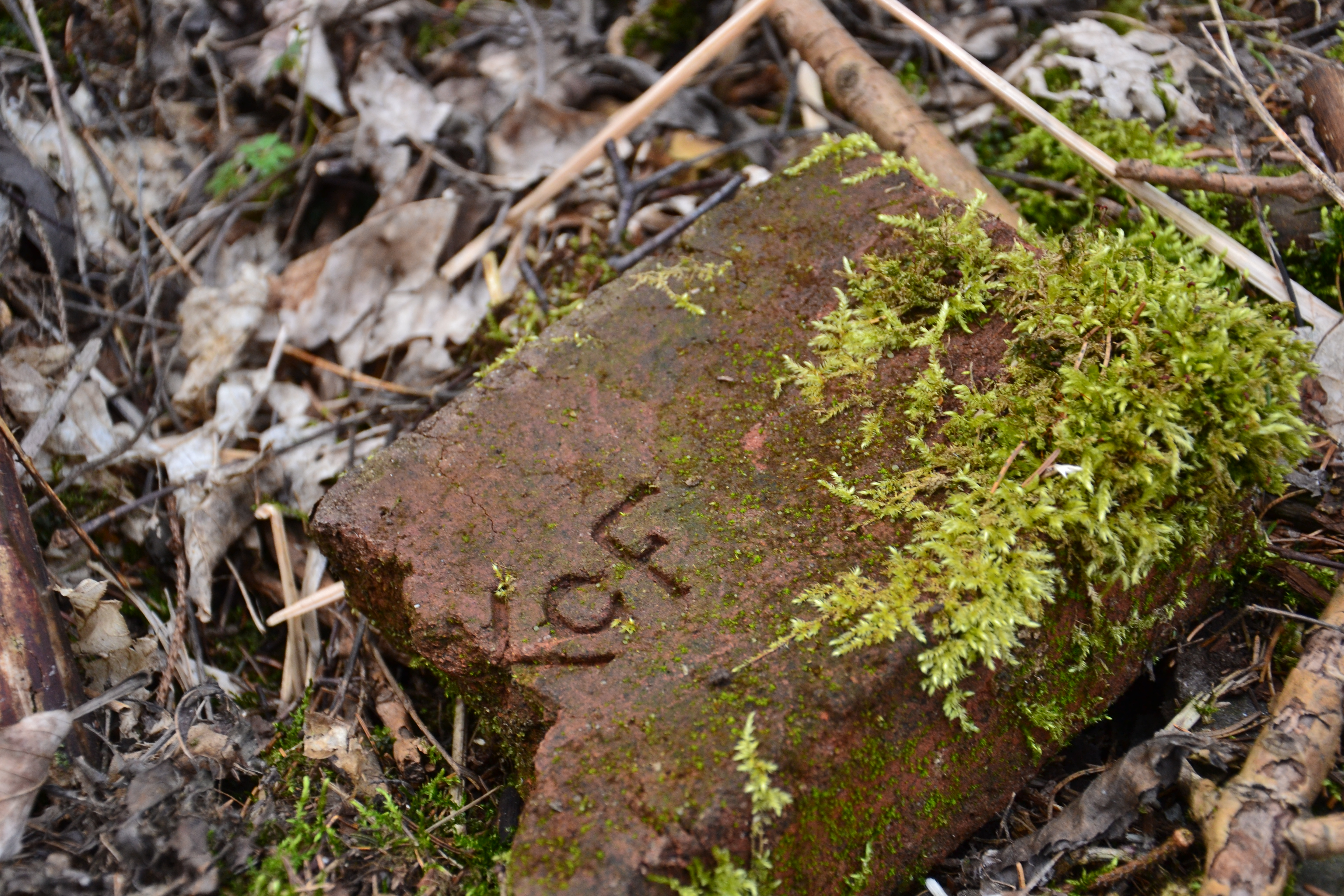
Detail cihly

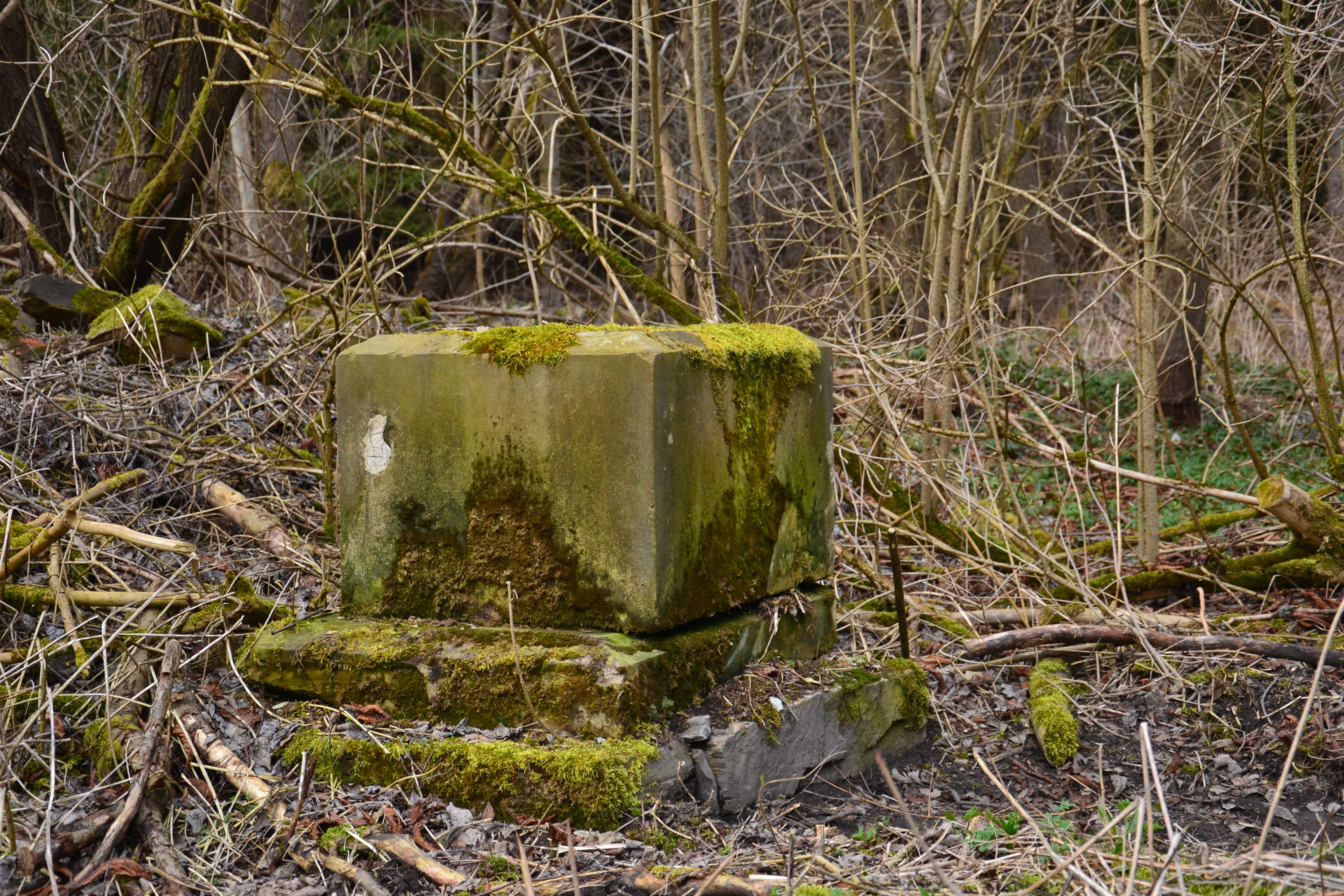
Torzo pomníku

Po druhé světové válce došlo k vysídlení Němců z Československa, čímž se vesnice téměř vylidnila. Přistěhovalo se několik nových obyvatel, kteří však postupně odcházeli pryč, a Stráž proto v polovině osmdesátých let dvacátého století zanikla.

## Přírodní poměry
Stráž stávala v katastrálním území Stráž u Křimova o rozloze 3,9 km² v Ústeckém kraji asi 1,5 kilometru severozápadně od Křimova a deset kilometrů severozápadně od Chomutova. Hranici katastrálního území vymezují částečně Křimovský a Menhartický potok, na severu území zasahuje až na západní úbočí Menhartického vrchu.
Geologické podloží je tvořené prekambrickými dvojslídnými a biotitickými rulami. Severozápadně od severního výběžku vodní nádrže Křimov se nachází výchozy eklogitu v jemnozrnných pararulách, ale kontakt mezi oběma horninami není patrný. V geomorfologickém členění Česka oblast leží v geomorfologickém celku Krušné hory, podcelku Loučenská hornatina a okrsku Přísečnická hornatina, pro kterou jsou charakteristické zbytky zarovnaných povrchů na vyzdvižené kře. Asi 500 metrů západně od zaniklé vesnice se nachází kóta Stráž (764 metrů), ale nejvyšší bod vrchu měří ještě o jedenáct metrů více a leží o 200 metrů západněji. Nejvyšší bod území se nachází na úbočí Menhartického vrchu ve výšce okolo 850 metrů. Samotná vesnice stávala v mírném svahu pod náhorní plošinou ve výšce okolo 725 metrů. Z půd převažují podzoly, ale na severu v okolí rybníka na Menhartickém potoce se vyskytují také kambizemě. Do jihovýchodního cípu území zasahuje hladina vodní nádrže Křimov. Menšími vodními plochami jsou rybníky na Menhartickém a Křimovském potoce u bývalé strážské hájovny. Malý bezejmenný potok protéká také místem bývalé vesnice a o necelý kilometr dále se vlévá do Křimovského potoka. Celé katastrální území je součástí přírodního parku Bezručovo údolí.

## Obyvatelstvo
Při sčítání lidu v roce 1921 zde žilo 188 obyvatel (z toho 90 mužů) německé národnosti a římskokatolického vyznání. Podle sčítání lidu z roku 1930 měla vesnice 182 obyvatel: šest Čechů a 176 Němců. Kromě jednoho člověka bez vyznání byli členy římskokatolické církve.
|                                                                      | 1869 | 1880 | 1890 | 1900 | 1910 | 1921 | 1930 | 1950 | 1961 | 1970 | 1980 | 1991 | 2001 | 2011 | 2021 |
| -------------------------------------------------------------------- | ---- | ---- | ---- | ---- | ---- | ---- | ---- | ---- | ---- | ---- | ---- | ---- | ---- | ---- | ---- |
| Obyvatelé                                                            | 233  | 230  | 263  | 230  | 211  | 188  | 182  | 18   | 8    | 5    | 2    | -    | -    | 3    | 4    |
| Domy                                                                 | 35   | 40   | 40   | 40   | 36   | 34   | 33   | 37   | —    | 1    | 1    | 1    | -    | 1    | 1    |
| Počet domů z roku 1961 je zahrnut v celkovém počtu domů obce Křimov. |      |      |      |      |      |      |      |      |      |      |      |      |      |      |      |

## Obecní správa a politika
Po zrušení poddanství se Stráž roku 1850 stala samostatnou obcí, kterou zůstala až do roku 1950, kdy byla jako část obce připojena ke Křimovu.
Při volbách do obecních zastupitelstev konaných 22. května 1938 ve Stráži žilo 96 voličů. Volby však neproběhly, protože kandidátní listinu podala pouze Sudetoněmecká strana, která se tak automaticky stala vítězem voleb.